# Nishapur
Nishapur, Nichapour ou Neishabur (en persan : نيشابور, neyšābūr), est une des principales villes de la province du Khorassan-e Razavi, dans le nord-est de l'Iran.

## Histoire
La ville est fondée sous les Sassanides au IIIe siècle par Chapour Ier, avant d'être reconstruite par Chapour II, d'où son nom de Nev-Shabur, "Nouvelle Shabur".
Un évêché nestorien y est établi au Ve siècle.
- Elle est occupée par les Arabes en 651. Les révoltes ne sont pacifiées qu'en 692.
- Sous la dynastie des tahirides (820-872), elle devient la capitale du Khorassan[2].
- En 901, elle tombe aux mains des Samanides, qui en font leur seconde capitale, après Boukhara[3].
- Des tremblements de terre la détruisent.
- Elle est la capitale des Seldjoukides en 1037. Le vizir Nizam al-Mulk y fonde une université, la madrasa nizamiyya.
- En septembre 1208, un tremblement de terre la touche gravement.
- Les Mongols des hordes de Genghis Khan la mettent à sac en avril 1221 et exterminent sa population. Des rumeurs non fondées font état de la mort de 1 748 000 personnes (dont peut-être le poète soufi Farid al-Din Attar), ce qui est vraisemblablement exagéré[4].
- D'autres séismes la détruisent ; celui de 1270 contraint la population à rebâtir la cité sur un autre site[5].
- Elle est éclipsée comme capitale régionale par la ville sainte de Machhad.

## Économie
Nishapur fut l'une des villes les plus prospères de l'Orient musulman jusqu'à l'époque mongole. Elle conserve une certaine importance économique en raison de ses mines de turquoise et de son agriculture (fruits, coton, céréales).

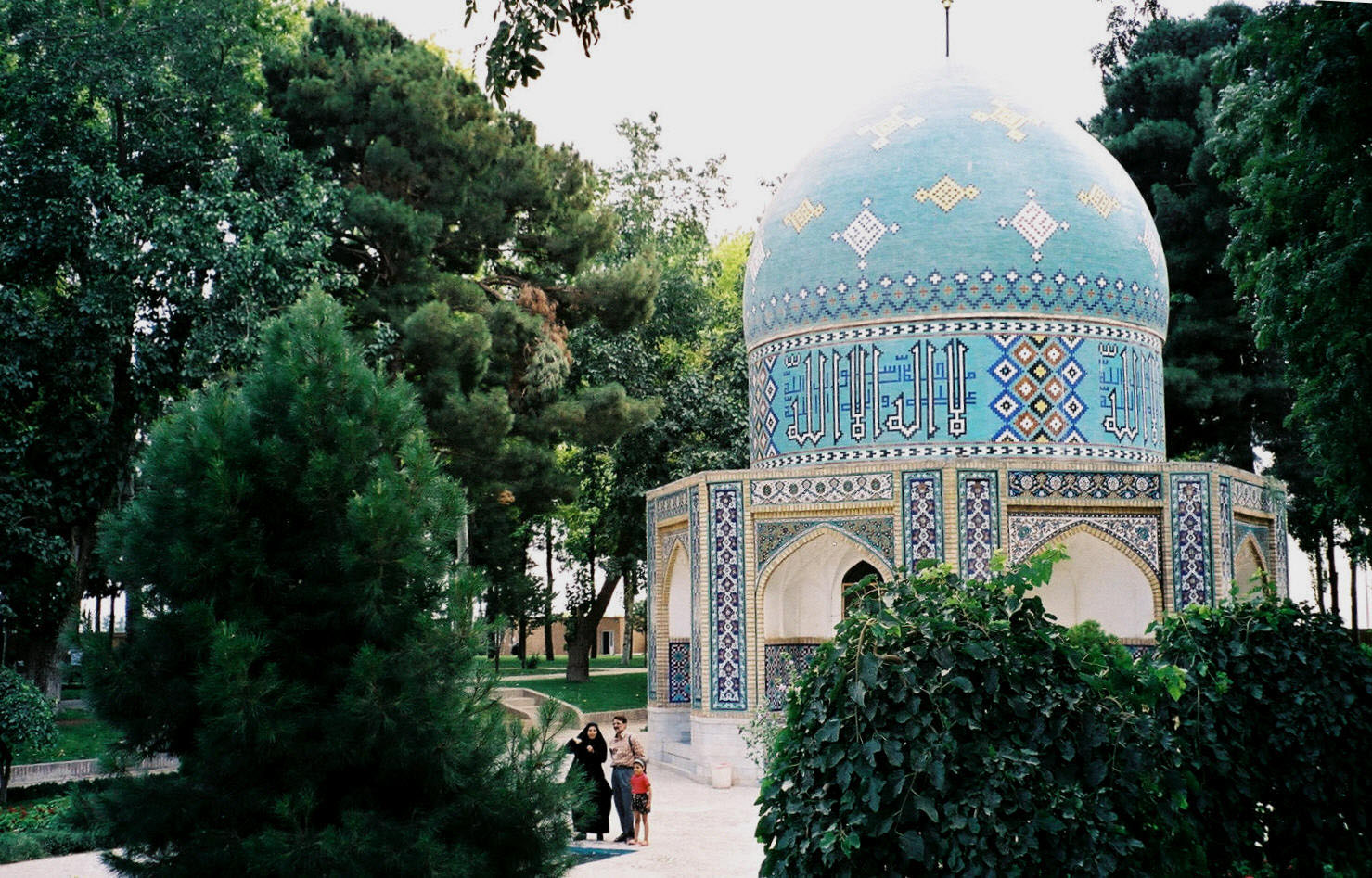
Mausolée de Farid al-Din Attar à Nichapur

## Monuments
- Tombeau d'Omar Khayyam ;
- Tombeau de Farid al-Din Attar ;
- Tombeau d'Abū ‘Uthmān al-Maghribī.
- Mosquée en bois de Nishapur
- Grande Mosquée de Nichapur

## Personnalités
- Abû 'Abd ar-Rahmân as-Sulamî (Xe siècle), historien du soufisme.
- Muslim ben al-Hajjaj, auteur du célèbre recueil de hadiths éponyme.
- Hakim al-Nishaburi, célèbre muhaddith.
- as-Sulami, mystique soufi.
- Al-Juwayni, théologien sunnite.
- Abû Ḥamid al-Ghazālī (1058-1111), soufi et théologien islamique.
- Omar Khayyām, écrivain, mathématicien et astronome perse.
- Farid al-Din Attar, mystique de l'Islam et poète perse, à qui Jalal Ud Din Rumi a rendu visite vers 1219 à Nichapur.
- Haci Bektas Veli, mystique et philosophe du XIIIe siècle
- Mohammad Reza Shafiei-Kadkani, poète, écrivain et professeur de littérature persane, connu pour ses critiques littéraires.
- Ostad Parviz Meshkatian, célèbre compositeur et joueur de santour.
- Heydar Yaghma, poète illettré qui a publié ses œuvres.
- Ostad Djalal Akhbari, grand compositeur et joueur de santour.
- Abol-Faraj Runi (1039-1099), poète persan.